# Дыхательная система
Дыхательная система (лат. systema respiratorium) — система органов животных, которая служит для газообмена организма с окружающей средой (обеспечивает поступление кислорода и выведение углекислого газа). Кислород организмы могут получать из воздуха (воздушное дыхание), либо потреблять кислород, растворённый в воде (водное дыхание). Органы дыхания имеются только у аэробных организмов, у анаэробных они отсутствуют. У человека, других млекопитающих и птиц анатомические особенности дыхательной системы включают дыхательные пути, лёгкие и специальные мышцы. У некоторых животных (в частности, у земноводных, рыб, ряда ракообразных) жизненно важную роль в газообмене играет кожное дыхание, когда кислород поступает через поверхность тела. К кожному дыханию часто относят кишечное дыхание, когда функцию газообмена осуществляет оболочка кишечника (у кишечнополостных). У рыб и других водных животных основным органом дыхания служат жабры — выросты, покрытые кровеносными сосудами. Насекомые имеют очень простую дыхательную систему — трахеи (тонкие воздухоносные трубки). Растения также имеют дыхательную систему, однако направленность газообмена противоположна системе животных. У простейших и низших многоклеточных организмов (простейших, губок, кишечнополостных, многих червей) органы дыхания отсутствуют, и газообмен осуществляется только посредством диффузного дыхания (через поверхность тела).
Дыхательные органы животных образовались в связи с увеличением площади дыхательной поверхности: выпячиванием или впячиванием кожи. У большинства первичноводных животных имеются выпячивания наружных покровов, выполняющие дыхательную функцию: жабры рыб и ракообразных, ктенидии моллюсков, жаберные книжки мечехвостов, кожные жабры иглокожих. У некоторых водных животных сформировались внутренние дыхательные поверхности: водные лёгкие голотурий, анальная дыхательная система у водных личинок стрекоз, пластроны у некоторых водяных клопов.

## Дыхательные органы беспозвоночных

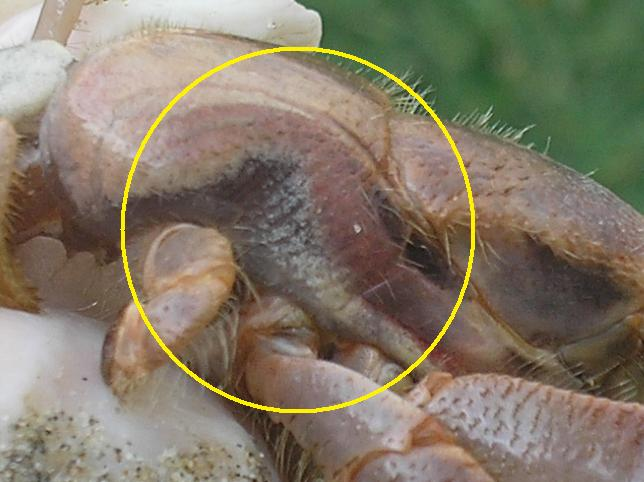
Жабры рака-отшельника Coenobita clypeatus

Дыхательная система большинства насекомых представлена множеством воздухоносных трубок — трахей, пронизывающих всё тело и опутывающих органы. Концевые ветви трахей заканчиваются звёздчатой трахейной клеткой, от которой отходят тончайшие трахейные капилляры (трахеолы). Трахейная система насекомых является открытой (свободно сообщающейся с окружающим воздухом), лишь у некоторых личинок, живущих в воде, имеется закрытая система. В случае закрытой системы снабжение трахейной полости кислородом осуществляется с помощью трахейных жабр, улавливающих кислород, растворённый в воде. В процессе индивидуального развития дыхательная система некоторых насекомых может меняться. Например, у подёнок, развитие которых происходит в водной среде, сначала имеется кожное дыхание, затем для дыхания используются трахейные жабры, и только у взрослых особей появляется полноценное трахейное дыхание.
У паукообразных органами дыхания служат трахеи (у фаланг, лжескорпионов, сенокосцев и некоторых клещей) или так называемые лёгочные мешки (у скорпионов и жгутоногих), иногда те и другие вместе (у пауков). У низших же паукообразных обособленных органов дыхания не имеется; эти органы открываются наружу на нижней стороне брюшка, реже — и головогруди, одной или несколькими парами дыхательных отверстий (stigma). Органы дыхания пауков называют лёгочными книжками, которые состоят из листовидных складок.
Ракообразные для дыхания используют жабры, расположенные по бокам тела или на конечностях. Иногда для газообмена используется кожное дыхание. У многих низших ракообразных, имеющих малые размеры, специальные органы дыхания отсутствуют, и газообмен осуществляется исключительно через поверхность тела.
У моллюсков органами газообмена служат ктенидии (первичные жабры). У большинства моллюсков имеется только одна пара ктенидий. При этом каждый ктенидий состоит из опорного тяжа и двух рядов ресничных пластинок (ламмелл), придающих ктенидию сходство с птичьим пером. Внутри опорного тяжа залегают приносящий и выносящий кровеносные сосуды, мышцы и нервы ктенидия. Собственно газообмен с водой происходит через эпителий ламелл. Эволюционно ктенидии многократно модифицировались: изменялось как их число, так и строение. Так у большинства брюхоногих моллюсков в связи с эволюционной торсией и возникновением асимметричного тока воды в мантийной полости, один из ктенидиев полностью утрачен. У двустворчатых моллюсков ктенидии типичного строения имеются только в группе Protobracnhia, а у остальных на их основе развиваются значительно более сложные пластинчатые жабры. У головоногих моллюсков в основании каждого ктенидия находится дополнительное жаберное сердце, сокращения которого усиливают кровоток. У моллюсков, обитающих на суше, органом дыхания служит воздушное лёгкое.
У иглокожих дыхательную функцию выполняет амбулакральная система. В их коже есть выросты, в которые заходит полость тела — кожные жабры, которые используются для газообмена. Их стенка очень тонкая, поэтому через неё легко происходит газообмен. У голотурий в дополнение к амбулакральной системе формируются особые органы дыхания — водные лёгкие. Это специальные мешковидные, богатые сосудами органы, открывающееся в заднюю кишку голотурий.

## Дыхательные органы позвоночных

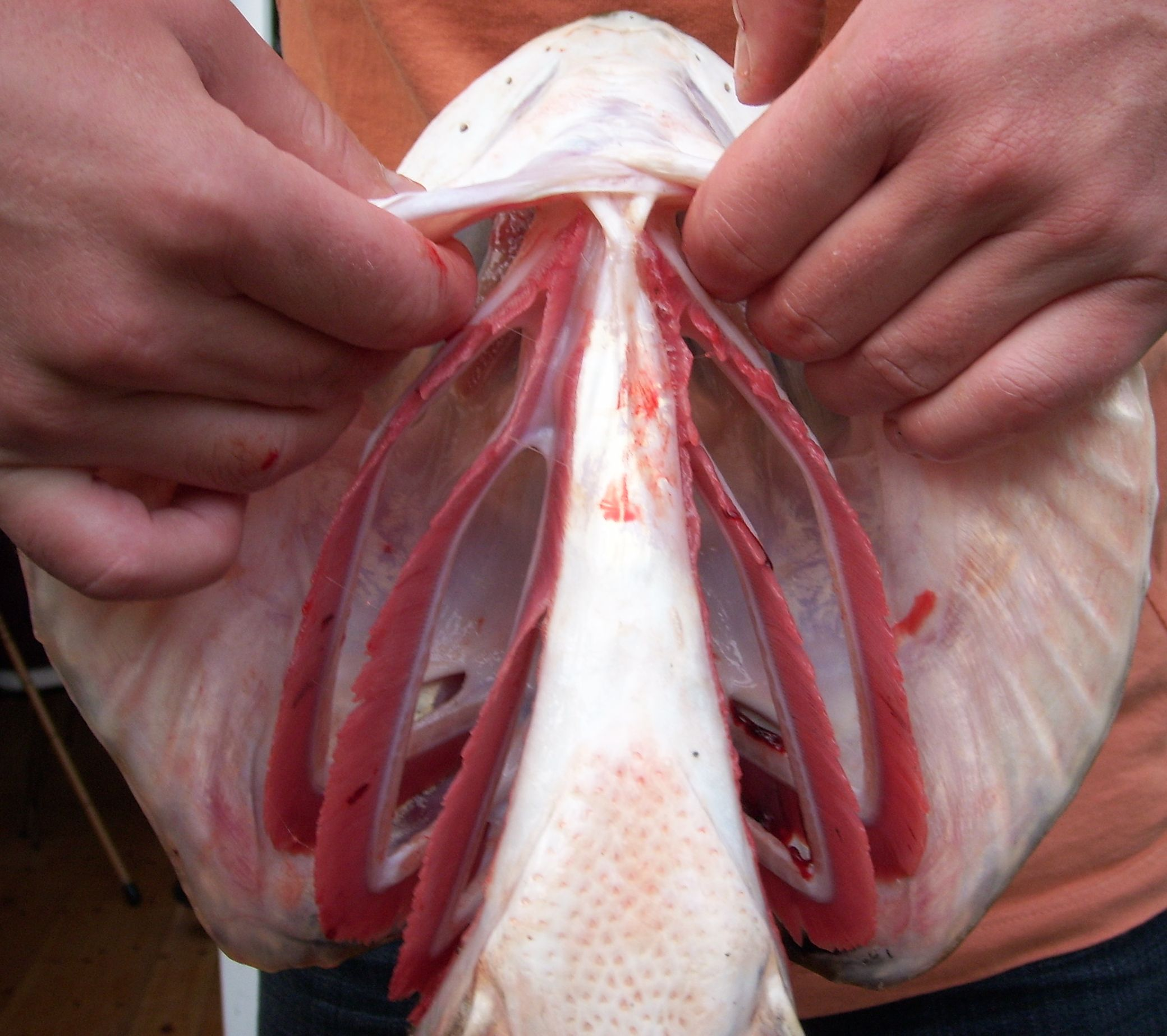
Жабры щуки

Круглоротые и рыбы для дыхания используют жабры, расположенные в жаберных щелях (парных отверстиях, сообщающих полость глотки с окружающей средой). Жабры сформировались из выпячиваний стенок глотки и наружных покровов. Вследствие активизации образа жизни позвоночных появляется необходимость усиленной вентиляции жабр. Таким образом, скелет и мышцы жаберных дуг сформировали насос. У круглоротых жаберный насос устроен следующим образом: снаружи жабр расположена хрящевая жаберная решётка; её сжимают висцеральные мышцы, в результате чего вода выталкивается через жаберные отверстия, после чего жаберная решётка расправляется и к жабрам снова поступает вода. Жаберные дуги хрящевых рыб разделены на несколько подвижных частей, которые под действием висцеральных мышц могут складываться и расправляться. Изменяется объём глотки и вода поступает к жабрам через рот, при этом обратному течению противостоят специальные клапаны. У костных рыб развиты подвижные жаберные крышки, закрывающие жаберные щели. Мышцы попеременно открывают и закрывают жаберные крышки, изменяя объём околожаберных полостей. Вода поступает через рот и выходит наружу, омывая жабры.
У некоторых рыб, обитающих в водоёмах, где содержание кислорода периодически падает, сформировались дополнительные органы дыхания для получения кислорода из воздуха. У некоторых рыб, обитающих в иле, от жаберных дуг отходят гроздевые выросты, которые могут служить для дыхания воздухом. У лабиринтовых рыб образовались так называемые наджаберные органы — костные пластинки, покрытые слизистой оболочкой. Вьюновые и каллихтовые рыбы могут получать дополнительный кислород из проглоченного пузырька воздуха, газообмен осуществляется в богатом кровеносными сосудами участке кишечника. У древних костных рыб для дополнительного воздушного дыхания впервые появились лёгкие, что создало предпосылки для освоения суши как среды обитания. У современных лучепёрых рыб этот орган трансформировался в плавательный пузырь. У двоякодышащих и многопёровых плавательный пузырь соединён с кишечником и служит дополнительным органом дыхания. На личиночной стадии у рыб функцию органа дыхания сначала выполняет желточный мешок, опутанный сетью кровеносных сосудов, в дальнейшем для дыхания используются кровеносные сосуды плавников и в некоторых случаях наружные (личиночные) жабры.

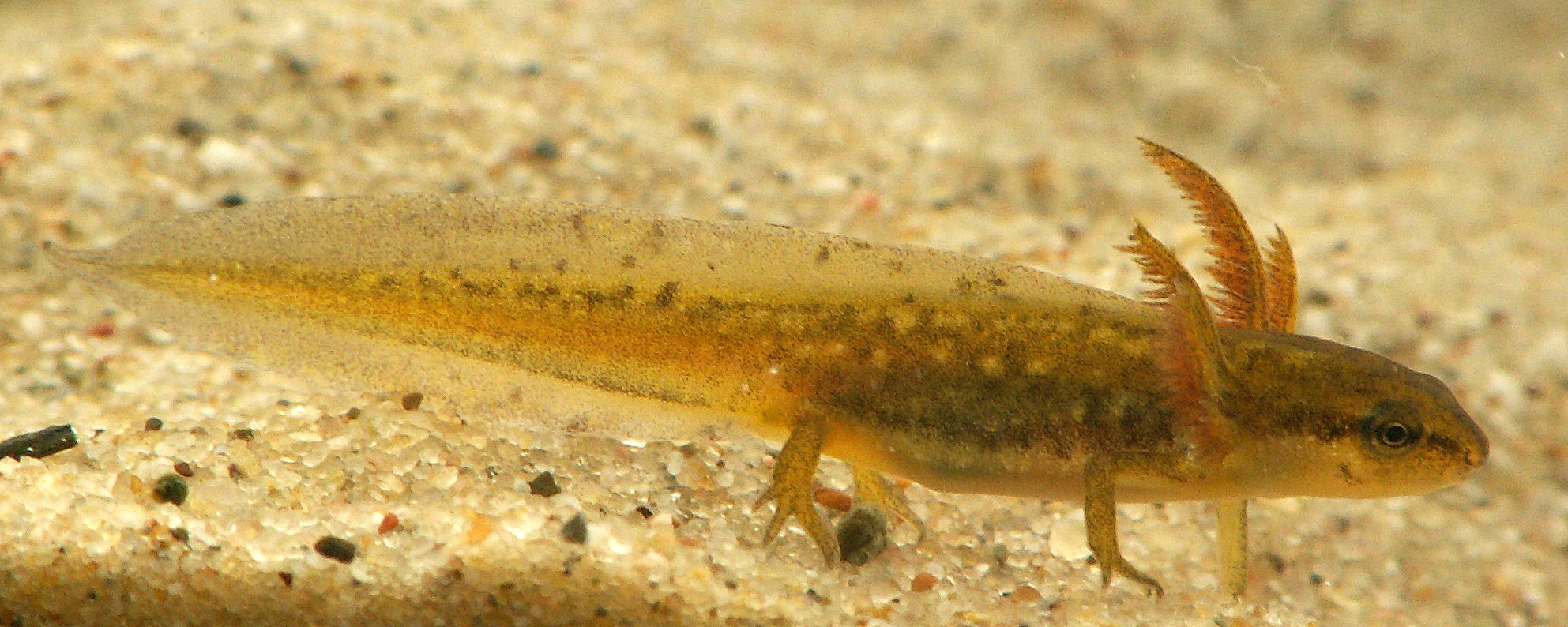
Внешние перистые жабры у личинки обыкновенного тритона

Лёгкие земноводных — это парные органы, соединённые с глоткой через гортанно-трахейную камеру (здесь расположены голосовые связки, открывающиеся щелью в ротоглоточную полость). В отличие от рыб, земноводные дышат не ртом, а через носовые ходы. У большинства видов земноводных лёгкие не очень большого объёма, в виде тонкостенных мешков, оплетённых густой сетью кровеносных сосудов. Вентиляция лёгких осуществляется за счёт изменения объёма ротоглоточной полости: воздух поступает в ротоглоточную полость через ноздри при опускании её дна. При поднимании дна воздух проталкивается в лёгкие. Выдох осуществляется между этими фазами дыхания, из-за чего в ротовой полости происходит частичное смешивание свежего воздуха с отработанным. Из-за малоэффективности такого способа дыхания земноводные наряду с лёгочным используют кожное дыхание. У личинок земноводных дыхательную функцию в начале выполняет опутанный кровеносными сосудами желточный мешок, затем — наружные жабры, а также в некоторых случаях кровеносные сосуды в хвостовом плавнике. У взрослых животных жабры исчезают.
У амниот (высших позвоночных) дыхание осуществляется путём расширения и сужения грудной клетки при помощи межрёберной и брюшной мускулатуры. Этот способ вентиляции лёгких является более совершенным, нежели дыхание земноводных. Поэтому у высших позвоночных отпала необходимость в дополнительном кожном дыхании. Строение лёгких пресмыкающихся сложнее, чем у земноводных. Из-за более длинной шеи у пресмыкающихся удлиняются и дыхательные пути. От гортани отходит трахея, которая на конце делится на бронхи, ведущие в лёгкие. Внутренние стенки лёгочных мешков имеют складчатое ячеистое строение, что значительно увеличивает дыхательную поверхность.

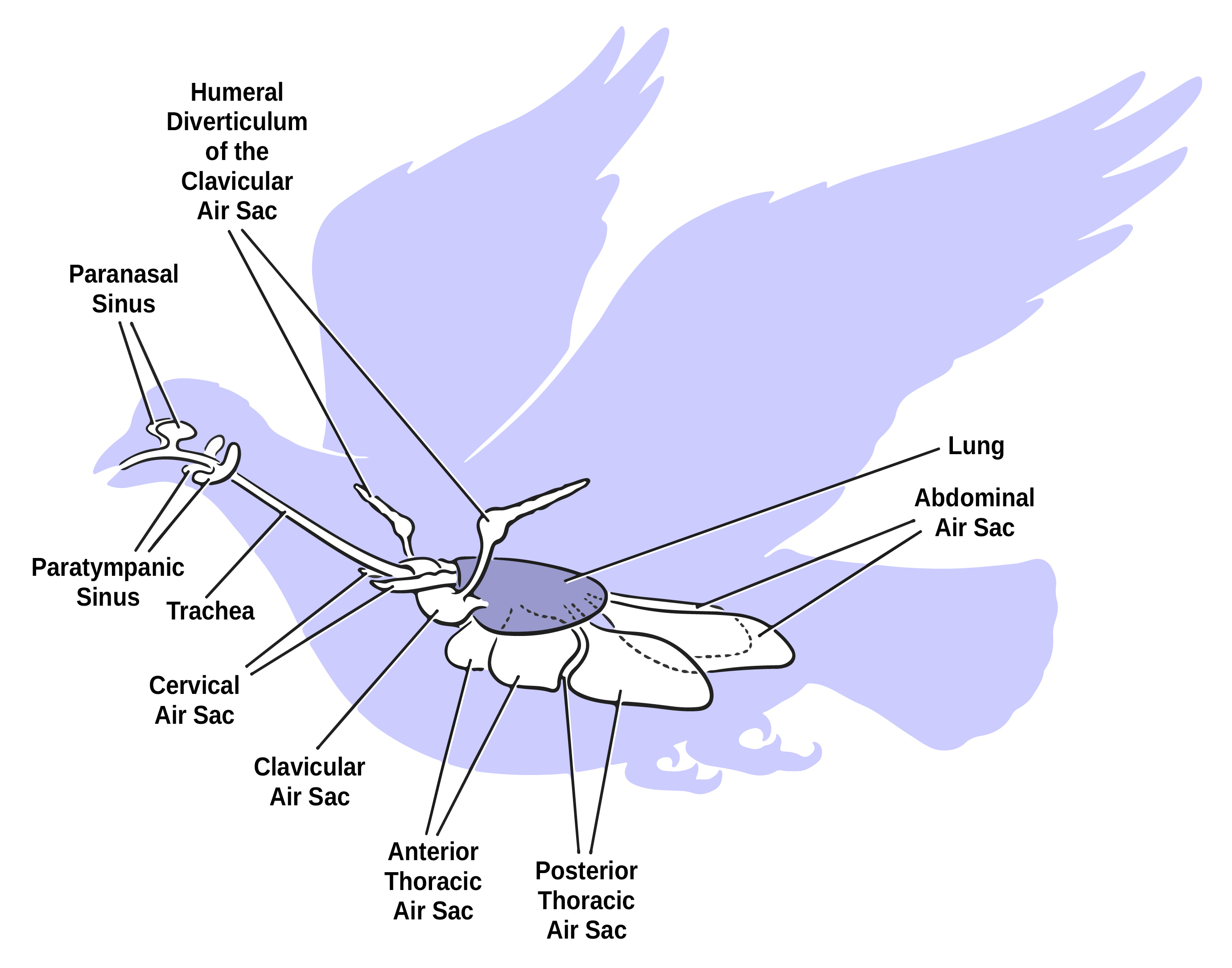
Система воздушных мешков у птиц

Дыхательная система птиц ещё более совершенна и считается одной из самых сложных среди всех групп животных. Эта система органов характеризуется признаками приспособления к полёту, во время которого организм нуждается в усиленном газообмене. От глотки отходит длинная трахея, делящаяся в грудной полости на два бронха. Бронхи птиц ветвятся внутрь лёгких до мельчайших воздушных капилляров (диаметром 3—10 мкм), оплетённых густой сетью кровеносных капилляров. Легкие птиц являются малыми по объёму, малоэластичными и прирастают к ребрам и позвоночному столбу. С лёгкими связана система из пяти пар воздушных мешков — тонкостенных, легко растяжимых выростов вентральных ответвлений крупных бронхов, находящиеся среди внутренних органов, между мышцами и в полостях трубчатых костей крыльев. Эти мешки играют большую роль в процессе дыхания птиц во время полёта. Лёгкие устроены таким образом, что воздух проходит через них насквозь. При вдохе только 25 % наружного воздуха остаётся непосредственно в лёгких, а 75 % проходит через них и попадает в воздушные мешки. При выдохе воздух из воздушных мешков опять идёт через лёгкие, но уже наружу, образуя так называемое двойное дыхание. Таким образом, лёгкие постоянно насыщаются кислородом как во время вдоха, так и выдоха. В состоянии покоя дыхание птицы осуществляется путём расширения и сжатия грудной клетки. При полёте, когда движущимся крыльям нужна твердая опора, грудная клетка птиц остается практически неподвижной и прохождение воздуха сквозь лёгкие обусловливается путём расширения и сжатия воздушных мешков. Чем быстрее машущий полет, тем интенсивнее дыхание. При подъёме крыльев они растягиваются и воздух самостоятельно засасывается в легкие и в воздушные мешки. При опускании крыльев происходит выдох и через легкие проходит воздух из мешков.
Дыхательная система млекопитающих состоит из гортани и лёгких. Дыхательная система млекопитающих сформировалась благодаря увеличению числа лёгочных пузырьков (альвеол). В ходе эмбрионального развития бронхи млекопитающих ветвятся, образуя таким образом сложное бронхолёгочное «дерево». Самые тонкие из бронхов — бронхиолы. На концах бронхиол находятся тонкостенные пузырьки (альвеолы), густо оплетённые капиллярами. Дыхание млекопитающих осуществляется не только благодаря движениям грудной клетки. Важную роль в процессе дыхания играют движения диафрагмы, которая является характерным анатомическим признаком млекопитающих.
В процессе индивидуального развития высших позвоночных дыхание зародыша сначала осуществляется посредством кровеносных сосудов желточного мешка. В дальнейшем зародыши переходят к так называемому аллантоидному дыханию, когда газообмен осуществляется через аллантоис, опутанный кровеносными сосудами. Окончательные органы дыхания начинают функционировать только после рождения или вылупления из яйца. В процессе эволюции некоторые высшие позвоночные вернулись к водному образу жизни (например, киты, пингвины, крокодилы), но сохранили органы дыхания своих предков.

## Дыхательная система человека

Схема дыхательной системы человека

Дыхательная система человека состоит из носа, глотки, гортани, трахеи и лёгких с бронхами. Газообмен осуществляется в альвеолах лёгких, и в норме направлен на захват из вдыхаемого воздуха кислорода и выделение во внешнюю среду образованного в организме углекислого газа. Взрослый человек, находясь в состоянии покоя, совершает в среднем 14 дыхательных движений в минуту, однако частота дыхания может претерпевать значительные колебания (от 10 до 18 за минуту). Взрослый человек делает 15—17 вдохов-выдохов в минуту, а новорождённый ребёнок делает 1 вдох в секунду.
По способу расширения грудной клетки различают два типа дыхания:
- грудной тип дыхания (расширение грудной клетки производится путём поднятия рёбер), чаще наблюдается у женщин;
- брюшной тип дыхания (расширение грудной клетки производится путём уплощения диафрагмы), чаще наблюдается у мужчин.

### Строение
Различают верхние и нижние дыхательные пути. Символический переход верхних дыхательных путей в нижние осуществляется в месте пересечения пищеварительной и дыхательной систем в верхней части гортани. Система верхних дыхательных путей состоит из полости носа (лат. cavum nasi), носоглотки (лат. pars nasalis pharyngis) и ротоглотки (лат. pars oralis pharyngis), а также частично ротовой полости, так как она тоже может быть использована для дыхания. Система нижних дыхательных путей состоит из гортани (лат. larynx, иногда её относят к верхним дыхательным путям), трахеи (др.-греч. τραχεῖα (ἀρτηρία)), бронхов (лат. bronchi).
В течение одного вдоха (в спокойном состоянии) в лёгкие поступает 400—500 мл воздуха. Этот объём воздуха называется дыхательным объёмом (ДО). Такое же количество воздуха поступает из лёгких в атмосферу в течение спокойного выдоха. Максимально глубокий вдох составляет около 5000 мл воздуха. После максимального выдоха в лёгких остаётся воздух в количестве около 1 500 мл, называемый остаточным объёмом лёгких. После спокойного выдоха в лёгких остаётся примерно 3000 мл. Этот объём воздуха называется функциональной остаточной ёмкостью (ФОЁ) лёгких. Виды дыхания: глубокое и поверхностное, частое и редкое, верхнее, среднее (грудное) и нижнее (брюшное).
Дыхательные пути обеспечивают связь окружающей среды с главными органами дыхательной системы — лёгкими. Лёгкие (лат. pulmo, др.-греч. πνεύμων) расположены в грудной полости в окружении костей и мышц грудной клетки. В лёгких осуществляется газообмен между атмосферным воздухом, достигшим лёгочных альвеол (паренхимы лёгких), и кровью, протекающей по лёгочным капиллярам, которые обеспечивают поступление кислорода в организм и удаление из него газообразных продуктов жизнедеятельности, в том числе — углекислого газа. Благодаря функциональной остаточной ёмкости (ФОЁ) лёгких в альвеолярном воздухе поддерживается относительно постоянное соотношение содержания кислорода и углекислого газа, так как ФОЁ в несколько раз больше дыхательного объёма (ДО). Только 2/3 ДО достигает альвеол, который называется объёмом альвеолярной вентиляции. Без внешнего дыхания человеческий организм обычно может прожить до 5-7 минут (так называемая клиническая смерть), после чего наступают потеря сознания, необратимые изменения в мозге и его смерть (биологическая смерть).